# Bernhard Goetzke

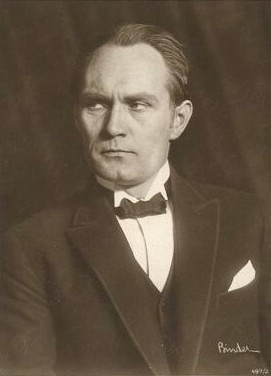
Bernhard Goetzke um 1922 auf einer Fotografie von Alexander Binder

Bernhard Goetzke (* 5. Juni 1884 in Danzig, Deutsches Reich; † 7. Oktober 1964 in West-Berlin) war ein deutscher Bühnen- und Filmschauspieler. Er gilt als eines der markantesten und prägendsten Gesichter des deutschen Stummfilms.

## Karriere
Nach seiner Ausbildung zum Schauspieler war er an Theatern in Hagen und Dresden, später an Max Reinhardts Bühnen in Berlin sowie über Jahrzehnte für das Schillertheater tätig.
Ab 1917 war Goetzke in Filmen zu sehen, darunter die Darstellung der Titelrolle in Fritz Langs Der müde Tod 1921. In den folgenden Jahren war Goetzke in fast allen Werken Langs zu sehen, darunter 1922 als Staatsanwalt in Dr. Mabuse, der Spieler und 1922/24 als Volker von Alzey in Die Nibelungen. 1925 übernahm er die Hauptrolle des Ingenieur Kramer in Gerhard Lamprechts Sozialdrama Die Verrufenen und spielte auch in dessen Nachfolger Die Unehelichen 1926. Im selben Jahr besetzte ihn Alfred Hitchcock in der Hauptrolle seines (verschollenen) Films Der Bergadler (The Mountain Eagle). Seine letzte Hauptrolle spielte er 1928 in Salamandra, eine der ersten deutsch-sowjetischen Koproduktionen. Nach dem Aufkommen des Tonfilms setzte Goetzke seine Karriere in kleineren und größeren Nebenrollen fort. Goetzke agierte bis 1933 in bis zu zehn Filmen pro Jahr, darunter in vielen französischen und italienischen, ferner in englischen, ungarischen, sowjetischen und finnischen Produktionen. Mit der Machtergreifung der Nationalsozialisten nahm sein Arbeitspensum jedoch merklich ab. Im Zweiten Weltkrieg trat Goetzke in über zwanzig Filmen auf, hier jedoch meist als Nebenfigur. Zu den späten Arbeiten zählen Klassiker wie Münchhausen und Die goldene Spinne, aber auch Propagandafilme wie Jud Süß und Ich klage an. Nach 1945 widmete er sich der Arbeit am Theater und im Rundfunk, nur sehr selten stand er noch vor der Kamera, zuletzt 1961 im Fernsehfilm Elisabeth von England.
In der Zeit des Nationalsozialismus wurde er kurz vor Kriegsende in die Gottbegnadeten-Liste aufgenommen.
Bernhard Goetzkes Grab befindet sich auf dem Friedhof Ruhleben.

## Filmografie (Auswahl)
- 1917: Furcht
- 1918: Veritas vincit
- 1919: Todesurteil
- 1919: Die Pantherbraut
- 1919: Tötet nicht mehr!
- 1919: Der Dolch des Malayen
- 1919: Unheimliche Geschichten
- 1919: Madame Dubarry
- 1919: Nach dem Gesetz
- 1920: Die Brüder Karamasoff
- 1920: Der Schädel der Pharaonentochter
- 1920/21: Die Jagd nach dem Tode (4 Teile)
- 1921: Das Geheimnis von Bombay
- 1921: Die Verschwörung zu Genua
- 1921: Toteninsel
- 1921: Das indische Grabmal (2  Teile)
- 1921: Der müde Tod
- 1922: Dr. Mabuse, der Spieler (2 Teile)
- 1922: Vanina
- 1922: Peter der Große
- 1922/24: Die Nibelungen (2 Teile)
- 1924: Dekameron-Nächte
- 1925: Die Verrufenen
- 1925: Die Prinzessin und der Geiger
- 1925: Zapfenstreich
- 1925: Briefe, die ihn nicht erreichten
- 1926: Der Bergadler (The Mountain Eagle)
- 1926: Die Unehelichen
- 1927: Das gefährliche Alter
- 1927: Feme
- 1928: Die Sache mit Schorrsiegel
- 1928: Salamandra
- 1928: Schuldig
- 1928: Der Staatsanwalt klagt an
- 1929: Die Todesfahrt im Weltrekord
- 1929: Frühlings Erwachen
- 1929: Der Graf von Monte Christo (Monte Cristo)
- 1930: Alraune
- 1930: Städte und Jahre
- 1930: Dreyfus
- 1931: 1914, die letzten Tage vor dem Weltbrand
- 1931: Zwischen Nacht und Morgen
- 1931: Luise, Königin von Preußen
- 1931: Die Koffer des Herrn O.F.
- 1932: Die elf Schill’schen Offiziere
- 1932: Der schwarze Husar
- 1932: Der tolle Bomberg
- 1932: Die Tänzerin von Sanssouci
- 1932: Theodor Körner
- 1932: Das Geheimnis des blauen Zimmers
- 1933: Polizeiakte 909 (Taifun)
- 1936: Der Kurier des Zaren
- 1936: Eskapade
- 1939: Robert Koch, der Bekämpfer des Todes
- 1940: Der Fuchs von Glenarvon
- 1940: Die 3 Codonas
- 1940/42: Der große König
- 1941: Ich klage an
- 1941: Tanz mit dem Kaiser
- 1942: Die Entlassung
- 1943: Paracelsus
- 1943: Die goldene Spinne
- 1950: Semmelweis, Retter der Mütter
- 1950: Das kalte Herz
- 1956: Adam und Eva (Adán y Eva) (Goetzke spielt in der für die bundesdeutsche Kinoauswertung hinzugefügten Rahmenhandlung)
- 1961: Elisabeth von England (TV-Film)

## Theater
- 1916: Georg Büchner: Dantons Tod (Lacroix) – Regie: Max Reinhardt (Deutsches Theater Berlin)
- 1916: Gerhart Hauptmann: Die Ratten (Erich Spitta) – Regie: Felix Hollaender (Volksbühne Theater am Bülowplatz Berlin)
- 1917: Karl Schönherr: Volk in Not (Kofler-Sepp) – Regie: Max Reinhardt (Volksbühne Theater am Bülowplatz Berlin)
- 1917: Robert Misch, Franz Cornelius: Der kleine Napoleon (Korporal) – Regie: Ferdinand Gregori (Volksbühne Theater am Bülowplatz Berlin)
- 1917: Friedrich Schiller: Maria Stuart – Regie: Max Reinhardt (Volksbühne Theater am Bülowplatz Berlin)
- 1918: William Shakespeare: König Lear (Cornwall) – Regie: Carl Heine (Volksbühne Theater am Bülowplatz Berlin)
- 1918: Heinrich von Kleist: Die Hermannsschlacht – Regie: Max Reinhardt (Volksbühne Theater am Bülowplatz Berlin)
- 1918: Georg Kaiser: Koralle – Regie: Felix Hollaender (Deutsches Theater Berlin – Kammerspiele)
- 1918: Reinhard Goering: Seeschlacht – Regie: Max Reinhardt (Deutsches Theater Berlin)
- 1919: Fritz von Unruh: Ein Geschlecht (Zweiter Soldatenführer) – Regie: Heinz Herald (Deutsches Theater Berlin – Kammerspiele)
- 1919: Gerhart Hauptmann: Der arme Heinrich (Ottokar) – Regie: Felix Hollaender (Deutsches Theater Berlin)
- 1937: Johann Wolfgang von Goethe: Götz von Berlichingen mit der eisernen Hand (Sievers) – Regie: Hans-Joachim Büttner (Theater des Volkes Berlin)
- 1946: Franz Lehár: Das Land des Lächelns – Regie: Ludwig Waldmann (Spatzenbühne in der Passage. Berlin-Neukölln, Karl-Marx-Strasse 151/152)
- 1946: William Shakespeare: Viel Lärm um nichts (Mönch) – Regie: Fritz Wisten (Theater am Schiffbauerdamm Berlin)
- 1946: Walentin Katajew: Ein Ruhetag – Regie: Martin Kerb (Theater am Schiffbauerdamm Berlin)
- 1951: Gerhart Hauptmann: Fuhrmann Henschel (Feuerwehrmann) – Regie: Ernst Karchow (Theater am Kurfürstendamm Berlin)
- 1952: Ferdinand Raimund: Alpenkönig und Menschenfeind – Regie: Oscar Fritz Schuh (Schlosspark Theater Berlin)
- 1956: Carl Zuckmayer: Das kalte Licht (Parkwächter) – Regie: Boleslaw Barlog (Schiller Theater Berlin)
- 1957: Hans Henny Jahnn: Thomas Chatterton (Elton) – Regie: Willi Schmidt (Schlosspark Theater Berlin)
- 1959: Pedro Calderón de la Barca: Das Leben ist ein Traum – Regie: Werner Düggelin (Schiller Theater Berlin)
- 1961: Fjodor Dostojewski: Roskolnikow – Regie: Willi Schmidt (Schlosspark Theater Berlin)

## Hörspiele
- 1949: Aristophanes: Lysistrata – Regie: Carlheinz Riepenhausen (Berliner Rundfunk)